# Scena del crimine

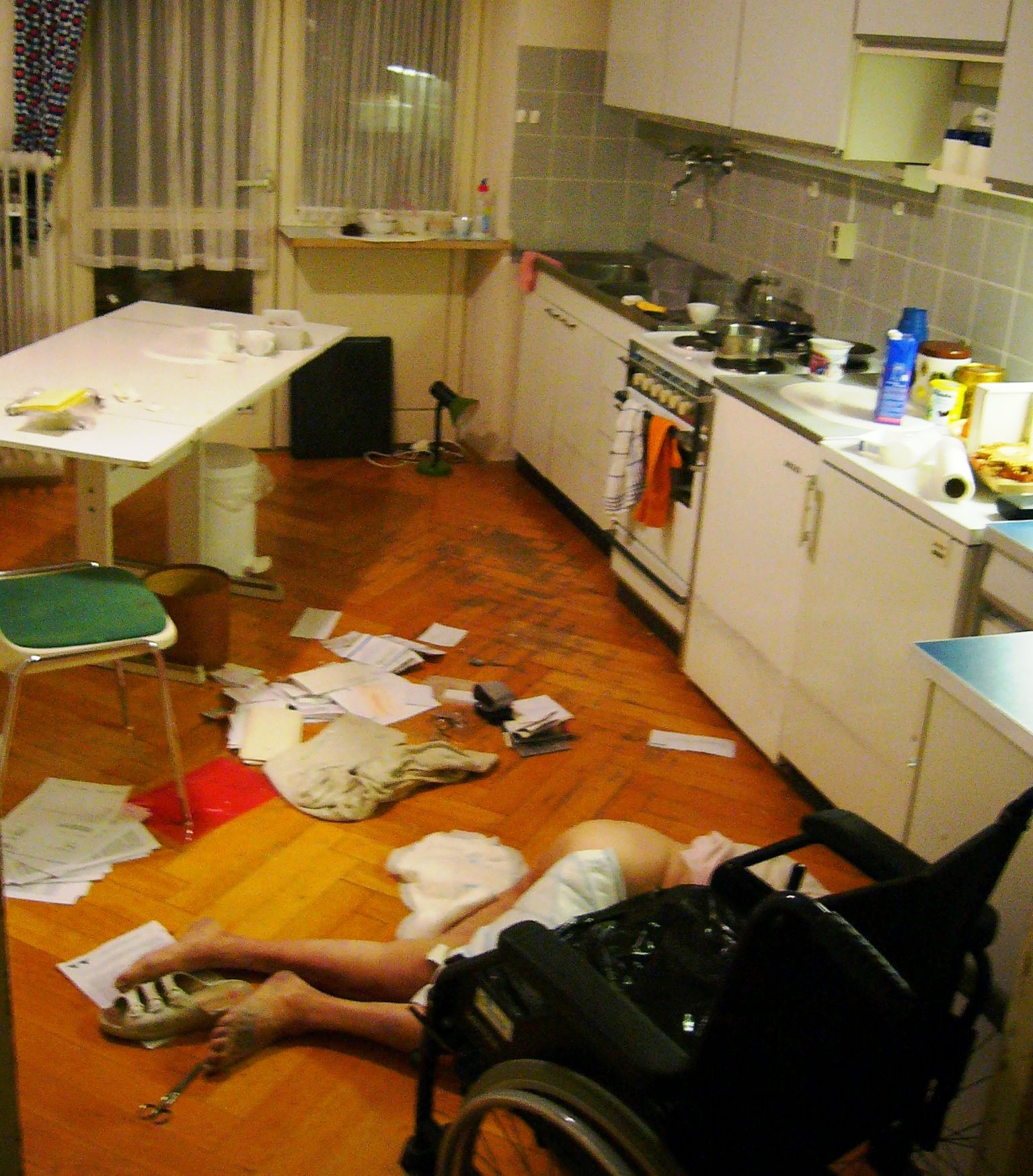
Foto di una scena del crimine

Una scena del crimine è un luogo in cui è avvenuto un crimine, o un altro luogo in cui possano essere trovate prove che riconducano ad esso.

## Descrizione generale
Essa comprende l'area nella quale sono recuperate la maggior parte di elementi rinvenuti dalla polizia (generalmente la polizia scientifica) oppure dagli scienziati forensi. La scena del crimine può tuttavia anche non essere il luogo in cui è stato commesso il crimine. Ci sono diversi tipi di scena del crimine.
L'area viene generalmente delimitata con un nastro segnaletico posto lungo i confini del perimetro per limitare l'accesso ai soli addetti sul luogo del crimine. Viene fatto per conservare le prove del delitto.

## I luoghi
La scena del crimine può essere un posto qualsiasi, sia al chiuso che all'aperto, ad esempio esterni, interni, e mezzi di trasporto. Ogni tipo di scena del crimine, insieme alla natura del crimine commesso (rapina, uccisione, stupro, ecc.) richiede procedure di indagine differenti.
Le scene del crimine esterne sono le più difficili sulle quali indagare. L'esposizione agli agenti naturali come pioggia, vento o calore, così come all'attività degli animali, contaminano la scena del crimine e portano alla distruzione delle prove. Le scene del crimine interne hanno molte meno possibilità di essere contaminate a causa della mancata esposizione agli agenti atmosferici. Qui di solito la contaminazione avviene a causa delle persone. Le scene del crimine su mezzi di trasporto si hanno generalmente in situazioni di rapina o furto d'auto.

## Le attività degli investigatori

### La preparazione
Vengono scattate foto di tutte le prove prima che qualcosa venga toccato, mosso o analizzato. Generalmente dei marcatori numerati vengono  posizionati vicino ad ogni prova per permettere l'organizzazione degli indizi.
Fare uno schizzo della scena del crimine è anche una forma di documentazione. Questo permette di prendere appunti così come di misurare le distanze ed altre informazioni che potrebbero non essere facilmente dedotte da una fotografia. Gli investigatori accerteranno la posizione delle prove e di tutti gli altri oggetti nella stanza. Lo schizzo viene di solito disegnato guardando dall'alto, che può anche essere utile come tutte le altre attività a ricavare elementi di prova.

### La raccolta delle prove
Le prove vengono raccolte in due modi: con l'analisi degli elementi rinvenuti sul posto e con l'interrogatorio delle persone presenti sul posto o che possano comunque fornire elementi utili alle indagini. Le prove possono essere degli oggetti e delle tracce lasciate dal colpevole. Tutte le prove forensi vengono imbustate separatamente per evitare ogni contaminazione.
La polizia scientifica usa diversi strumenti e tecniche. La raccolta delle impronte digitali per mezzo della polvere magnetica. Vengono raccolti il DNA, altri fluidi corporei e capelli per analizzarli in laboratorio. Impronte di scarpe e di pneumatici possono essere raccolte con del cemento dentale. Le apparecchiature elettroniche vengono sequestrate per essere esaminate da un tecnico esperto per cercare ulteriori prove. Anche i documenti presenti vengono raccolti per essere esaminati. Munizioni e armi vengono raccolte per fare confronti con le ferite e per esami balistici. Vengono scattate foto delle ferite da corpo contundente per fare confronti con eventuali armi usate. Ogni altra prova viene comunque raccolta.
Generalmente vengono poi effettuati interrogatori sia dei testimoni che delle vittime per conoscere meglio i fatti e dare un ordine cronologico ai fatti.

### La ricostruzione del fatto
La ricostruzione della scena del crimine è l'uso di metodi scientifici, prove fisiche, ragionamento deduttivo, e la loro relazione reciproca per ottenere una conoscenza certa della serie di eventi che hanno portato alla consumazione del delitto.